# Control (film, 2007)
Pour les articles homonymes, voir Control.
Pour plus de détails, voir Fiche technique et Distribution.
Control est un film biographique réalisé par Anton Corbijn sur la vie et la mort de Ian Kevin Curtis (1956-1980), chanteur légendaire du groupe Joy Division. Le scénario est adapté du roman Touching from a Distance, de sa femme Deborah, qui est également coproductrice du film.

## Synopsis
Le film relate la vie du jeune et énigmatique chanteur, qui fut à l'origine d'un nouveau genre musical, hors de la scène punk britannique des années 1970, et du groupe Joy Division, dont il sera la figure emblématique de 1977 à 1980. Il traite également de son mariage précoce et de sa vie extra-conjugale, mais aussi de ses crises d'épilepsie de plus en plus fréquentes, qui, selon le film, ont contribué aux circonstances qui le pousseront au suicide, la veille du départ du groupe pour sa première tournée aux États-Unis.

## Fiche technique
- Réalisation : Anton Corbijn
- Scénario : Matt Greenhalgh
- D'après l'œuvre de Deborah Curtis, Touching from a Distance
- Production : Tony Wilson, Deborah Curtis, Todd Eckert, Orian Williams, Iain Canning et Peter Heslop
- Photo : Martin Ruhe
- Musique : Joy Division et New Order
- Montage : Andrew Hulme
- Distribution France : La Fabrique de films
- Pays de production :  Royaume-Uni -  États-Unis -  Australie -  Japon
- Langue : anglais
- Format : noir et blanc - 2,35 : 1 - son : Dolby Digital
- Dates de sortie : 
  - France : 17 mai 2007 (Festival de Cannes) - 26 septembre 2007 (sortie nationale)
  - Australie : 16 juin 2007 (Sydney International Film Festival)
  - Belgique : 12 septembre 2007
  - États-Unis : octobre 2007 (Chicago International Film Festival) - 10 octobre 2007 (New York City, New York)
  - Royaume-Uni : 5 octobre 2007

## Distribution
- Sam Riley (V. F. : Yoann Sover) : Ian Curtis
- Samantha Morton : Deborah Curtis
- Alexandra Maria Lara : Annik Honoré
- Craig Parkinson : Tony Wilson
- Joe Anderson (V. F. : Jérémy Prévost)[1] : Peter Hook dit Hooky
- Toby Kebbell (V. F. : Thibaut Belfodil) : Rob Gretton
- James Pearson : Bernard Sumner
- Harry Treadaway : Stephen Morris
- John Cooper Clarke : Lui-même
- Andrew Sheridan : Terry
- Robert Shelly : Twinny
- Richard Bremmer : Mr. Curtis, le père de Ian
- Tanya Myers : Mrs. Curtis, la mère de Ian
- Martha Myers-Lowe : la petite sœur de Ian
- Matthew McNulty : Nick
- David Whittington : le professeur de chimie

## Production
Le tournage, qui débute le 3 juillet 2006, dure sept semaines. Le réalisateur, Anton Corbijn, fan de la première heure de Joy Division qui réalise alors son premier long métrage, est notamment connu pour ses vidéoclips de U2 et de Depeche Mode, ainsi que pour ses photos célèbres de groupes de rock comme Joy Division. Le film est en noir et blanc, afin de « refléter l'atmosphère de Joy Division et de l'époque ». Todd Eckert et Orian Williams, basés hors de Los Angeles, sont les producteurs du projet. Deborah Curtis, veuve de Ian Curtis, est coproductrice, tout comme le journaliste musical britannique Tony Wilson. Ce dernier permit à Joy Division de passer pour la première fois à la télévision, dans l'émission So It Goes, et est également fondateur du label Factory Records, qui a distribué la majeure partie des disques de Joy Division.

## Commentaires
Le titre du film est une référence à l'une des chansons les plus connues de Joy Division, She's Lost Control.
Dans le générique de fin, on peut entendre une reprise de Shadowplay par le groupe The Killers.
Le film d'Anton Corbijn, qui est également photographe, retranscrit fidèlement l'atmosphère grise et humide de Macclesfield, la ville où habitaient Deborah et Ian Curtis.

## Distinctions

### Récompenses
- Festival de Cannes 2007 :
  - Mention spéciale de la Caméra d'or
  - Prix Regards Jeunes
  - Label Europa Cinemas
  - Mention spéciale du label Art et Essais

- British Independent Film Awards - Meilleur film